# Sonia Ursu-Kim
Sonia Ursu-Kim, née Sonia Ursu le 24 juillet 1993 à Suceava (Roumanie), est une joueuse de basket-ball roumaine.

## Biographie

### Famille
Elle est née à Suceava en Roumanie d'un père sud-coréen et d'une mère roumaine. 
Elle est l'épouse du joueur de basket-ball sud-coréen Lee Seung-jun (en).

### Carrière
Avec l'équipe de Roumanie féminine de basket-ball, Sonia Ursu est 19e du Championnat d'Europe féminin de basket-ball 2015.
Elle est membre de l'équipe roumaine de basket-ball à trois qui dispute les Jeux olympiques de Tokyo.